# Aulostomella
Aulostomella es un género de foraminífero bentónico de estatus incierto, aunque considerado un sinónimo posterior de Globulina de la subfamilia Polymorphininae, de la familia Polymorphinidae, de la superfamilia Polymorphinoidea, del suborden Lagenina y del orden Lagenida. Su especie-tipo era Aulostomella pediculus. Su rango cronoestratigráfico abarcaba el Cretácico.

## Discusión
Clasificaciones previas incluían Aulostomella en la superfamilia Nodosarioidea.

## Clasificación
Aulostomella incluía a las siguientes especies:
- Aulostomella dorsigera †
- Aulostomella pediculus †